# Флорентійський музичний травень
Флорентійський Музичний травень (італ. Maggio Musicale Fiorentino) — оперний фестиваль, що проходить у Флоренції починаючи з 1933 року. Заснований диригентом Вітторіо Гуї на Алессандро Паволіні. Спочатку проходив раз на два роки, з 1937 року (за винятком періоду Другої світової війни) став проводитись щорічно.
Фестиваль відкрився ранньою оперою Джузеппе Верді «Набукко» і спочатку був задуманий для подання не надто відомих і популярних творів. Надалі рамки фестивалю розширилися, і до його основи — трьох-чотирьох оперних постановок — додалася велика програма, що включає симфонічні концерти, балет та ін.
З 1986 року головним диригентом фестивалю є Зубін Мета, у 2006 року йому присвоєно також звання довічного почесного диригента.